# Dolina Pańszczyca

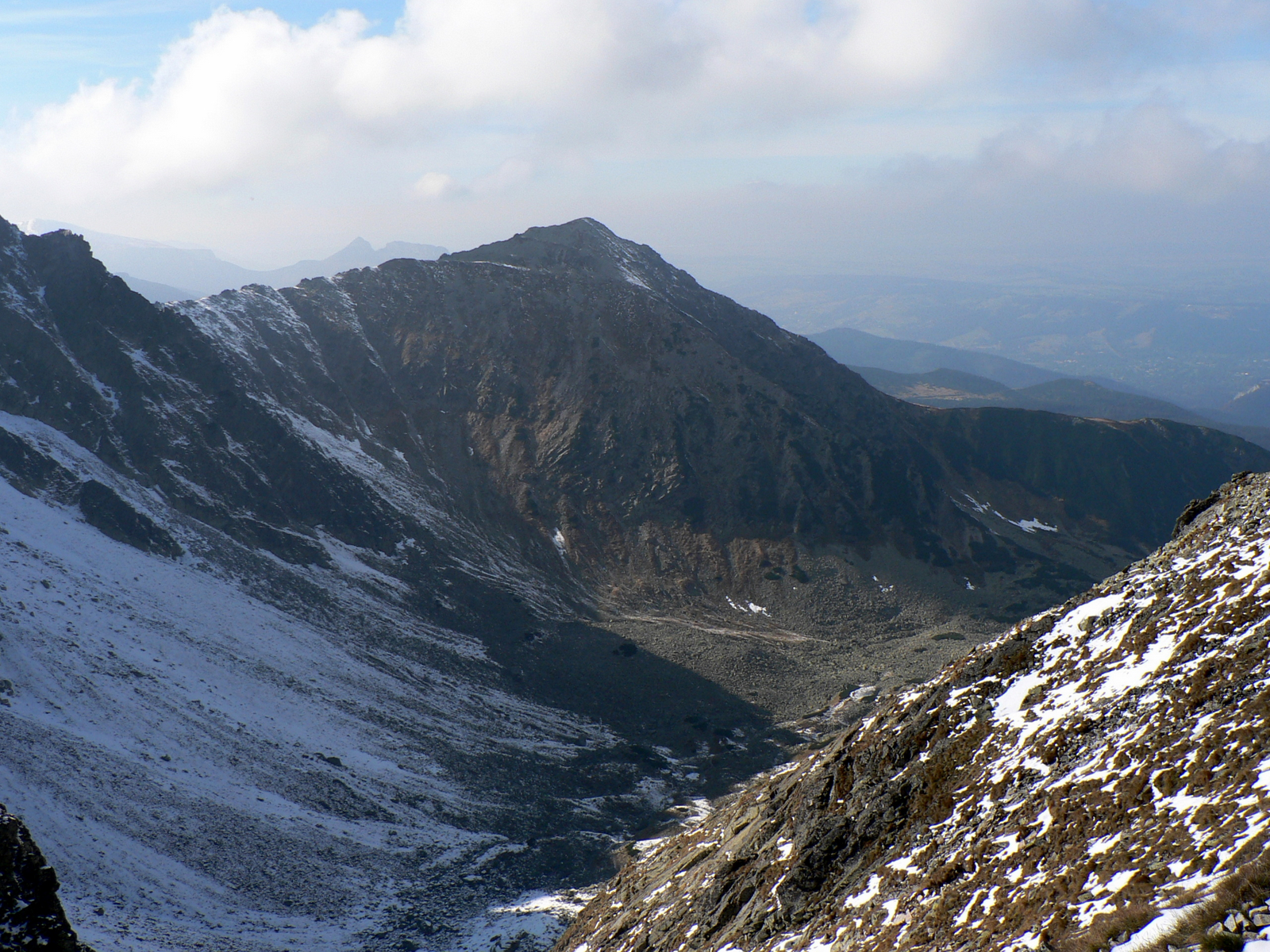
Blick vom Bergpass Krzyżne

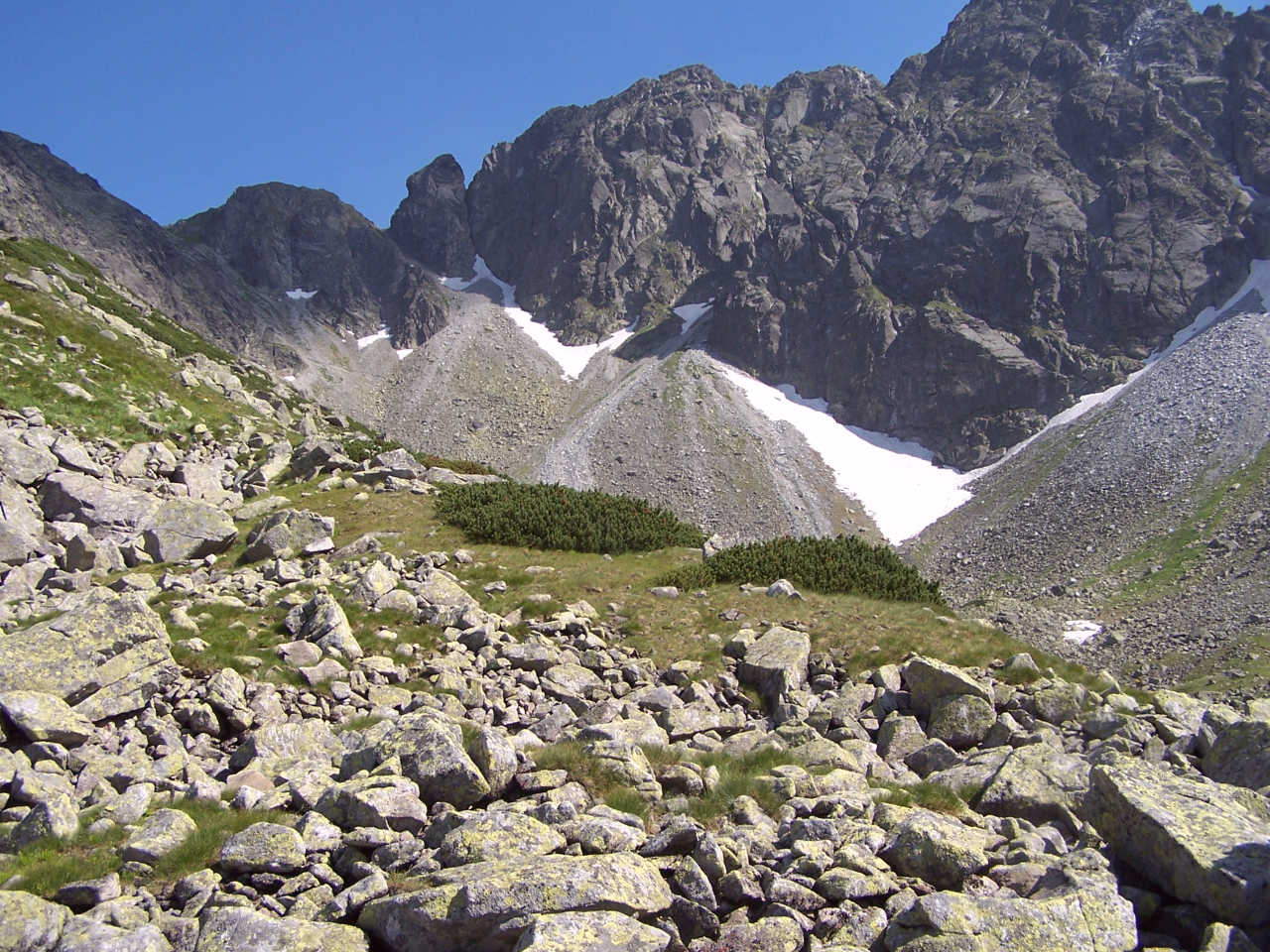
Oberer Teil des Tals

Die eiszeitlich durch Gletscher geformte Dolina Pańszczyca ist ein Seitental des Tals Dolina Suchej Wody Gąsienicowej in der polnischen Hohen Tatra in der Woiwodschaft Kleinpolen.

## Geographie
Das Tal ist rund 6,5 km lang und von über 2200 m hohen Bergen umgeben, u. a. Koszysta, Skrajny Granat, z Wierch pod Fajki, Żółta Turnia, Buczynowe Turnie sowie dem Bergpass Krzyżne. Es hat eine Fläche von ca. 5,8 km².
Das Tal fällt von Süden nach Norden von ca. 2000 Höhenmetern auf 1200 Höhenmeter herab. Es wird von dem Gebirgsbach Pańszczycki Potok durchflossen, der in die Sucha Woda Gąsienicowa mündet. Der Bach fließt teilweise unterirdisch. Im oberen Bereich des Tals befinden sich mehrere kleinere Bergseen, u. a. der Karsee Czerwony Staw Pańszczycki. Oberhalb des Sees auf dem Weg zum Bergpass Krzyżne befindet sich eine Bergquelle, die nur teilweise Wasser führt.
Teilweise versickert das Wasser im Tal und tritt in der Karstquelle Wywierzysko Olczyskie außerhalb des Tals wieder zu Tage.

## Etymologie
Der Name lässt sich übersetzen als „Tal der Pańszczyca“. Die Pańszczycy waren eine bedeutende Familie aus dem Dorf Biały Dunajec in der Region Podhale am Fuße der Hohen Tatra, der das Tal, insbesondere die Alm Hala Pańszczycka, gehörte.

## Flora und Fauna
Das Tal liegt unterhalb und oberhalb der Baumgrenze. Der untere Teil des Tals stellt ein striktes Naturreservat dar, das nicht betreten werden darf. Es ist Rückzugsgebiet für Hirsche, Bären, Luchse und Wölfe.

## Klima
Im Tal herrscht Hochgebirgsklima.

## Almwirtschaft
Vor der Errichtung des Tatra-Nationalparks im Jahr 1954 wurde das Tal seit dem 17. Jahrhundert für die Almwirtschaft genutzt. Danach wurden die Eigentümer der Almen enteignet bzw. zum Verkauf gezwungen.

## Tourismus
Der ehemalige Wanderweg durch das Tal bis auf den Bergpass Krzyżne ist für Wanderer geschlossen. Im oberen Bereich des Tals wird es von vier Wanderwegen durchquert.
- ▬ Ein rot markierter Wanderweg führt vom Zakopaner Stadtteil Toporowa Cyrhla zum Bergsee Meerauge.
- ▬ Ein grün markierter Wanderweg führt vom Berg Wierchporoniec zur Berghütte Schronisko PTTK Murowaniec.
- ▬ Ein gelb markierter Wanderweg führt von der Berghütte Schronisko PTTK Murowaniec auf den Bergpass Krzyżne.
- ▬ Ein schwarz markierter Wanderweg verbindet den ▬ grünen und den ▬ gelben Wanderweg.